# Listă de râuri din Cehia

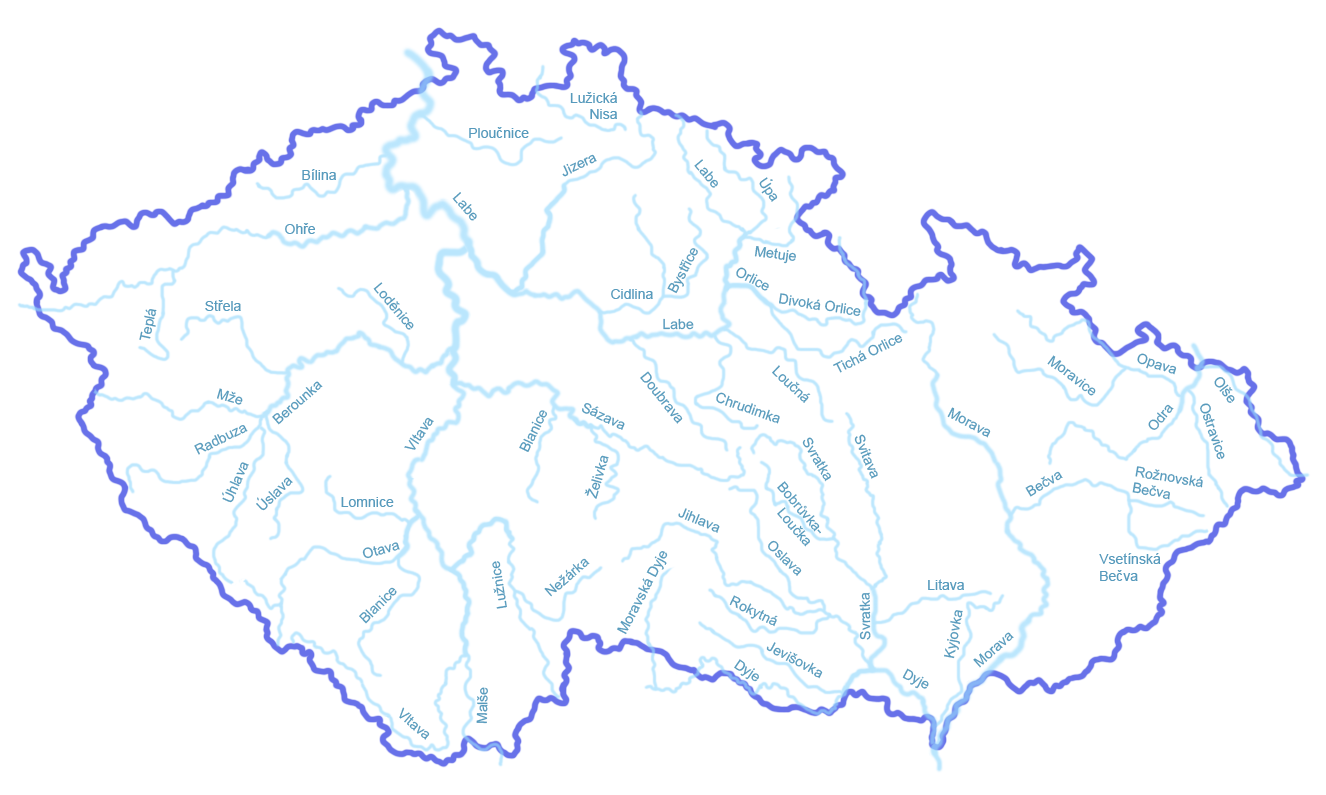
Harta celor mai lungi 50 de râuri din Republica Cehă

Aceasta este o listă de râuri din Cehia:

## Listă după lungime
| Loc | Râu                      | Lungime în Cehia (km) | Debit mediu (m³/s) | Suprafața bazinului (km2) | Afluent al     | Izvor                 |
| --- | ------------------------ | --------------------- | ------------------ | ------------------------- | -------------- | --------------------- |
| 1   | Vltava (+Teplá Vltava)   | 431                   | 151                | 28,090                    | Elba           | Mělník                |
| 2   | Elba                     | 370                   | 308                | 144,055                   | Marea Nordului | Cuxhaven (Germania)   |
| 3   | Morava                   | 269                   | 65                 | 26,658                    | Dunărea        | Bratislava (Slovacia) |
| 4   | Ohře                     | 256                   | 38                 | 5,606                     | Elba           | Litoměřice            |
| 5   | Berounka (+Mže)          | 242                   | 36                 | 8,854                     | Vltava         | Praga                 |
| 6   | Sázava                   | 225                   | 25                 | 4,350                     | Vltava         | Davle                 |
| 7   | Thaya                    | 196                   | 44                 | 13,419                    | Morava         | Lanžhot               |
| 8   | Jihlava                  | 181                   | 12                 | 2,997                     | Svratka        | Ivaň                  |
| 9   | Svratka                  | 174                   | 15                 | 7,119                     | Thaya          | Pouzdřany             |
| 10  | Jizera                   | 167                   | 24                 | 2,193                     | Elba           | Lázně Toušeň          |
| 11  | Lužnice                  | 158                   | 24                 | 4,235                     | Vltava         | Hosty                 |
| 12  | Oder                     | 136                   | 48                 | 118,861                   | Marea Baltică  | Świnoujście (Polonia) |
| 13  | Otava (+Vydra)           | 135                   | 26                 | 3,827                     | Vltava         | Zvíkovské Podhradí    |
| 14  | Orlice (+Divoká Orlice)  | 129                   | 22                 | 2,036                     | Elba           | Hradec Králové        |
| 15  | Opava (+Černá Opava)     | 129                   | 18                 | 2,089                     | Oder           | Ostrava               |
| 16  | Bečva (+Vsetínská Bečva) | 120                   | 18                 | 1,626                     | Morava         | Troubky               |
| 17  | Radbuza                  | 110                   | 11                 | 2,182                     | Berounka       | Plzeň                 |
| 18  | Chrudimka                | 106                   | 6                  | 866                       | Elba           | Pardubice             |
| 19  | Úhlava                   | 104                   | 6                  | 908                       | Radbuza        | Plzeň                 |
| 20  | Želivka (+Hejlovka)      | 104                   | 4                  | 1,188                     | Sázava         | Soutice               |
| 21  | Tichá Orlice             | 102                   | 7                  | 756                       | Orlice         | Žďár nad Orlicí       |
| 22  | Střela                   | 102                   | 3                  | 922                       | Berounka       | Liblín                |
| 23  | Ploučnice                | 101                   | 8                  | 1,188                     | Elba           | Děčín                 |
| 24  | Oslava                   | 101                   | 3                  | 867                       | Jihlava        | Ivančice              |
| 25  | Moravice                 | 101                   | 8                  | 900                       | Opava          | Opava                 |

## Listă alfabetică
Aceasta este o listă alfabetică care include toate râurile a căror lungime totală este de cel puțin 50 de kilometri și au cel puțin o mică parte în Republica Cehă. Denumirea cehă este dată între paranteze cu text cursiv pentru râurile a cărora cea mai mare parte se află în afara teritoriului țării.
- Bečva
- Bělá[2][3]
- Berounka
- Bílina
- Blanice (Otava)
- Blanice (Sázava)
- Blšanka
- Bóbr (Bobr)
- Bobrůvka
- Bystřice (Cidlina)
- Bystřice (Morava)
- Chamb (Kouba)
- Chomutovka
- Chrudimka
- Cidlina
- Dědina
- Divoká Orlice
- Doubrava
- Dračice
- Dyje (Thaya)
- Elbe (Labe)
- Flöha (Flájský potok)
- Freiberger Mulde (Freiberská Mulda)
- Haná
- Jevišovka
- Jihlava
- Jizera
- Klabava
- Kyjovka
- Litava
- Litavka
- Loděnice
- Lomná
- Lomnice
- Loučná
- Lubina
- Lusatian Neisse (Lužická Nisa)
- Lužnice
- Malše
- Metuje
- Mrlina
- Morava
- Moravice
- Moravská Dyje (Thaya Moravă)
- Moravská Sázava
- Mumlava[1]
- Myjava (Myjava)
- Mže
- Nežárka
- Oder (Odra)
- Ohře
- Olše (Olza)
- Opava
- Orlice
- Oskava
- Oslava
- Osobłoga (Osoblaha)
- Ostravice
- Otava
- Pfreimd (Kateřinský potok)
- Ploučnice
- Radbuza
- Rokytná
- Sázava
- Schwarzach (Nemanický potok)
- Ścinawka (Stěnava)
- Skalice
- Smědá
- Spree (Spréva)
- Střela
- Stropnice
- Svitava
- Svratka
- Teplá
- Teplá Vltava
- Tichá Orlice
- Trnava
- Úhlava
- Úpa
- Úslava
- Vltava
- Vsetínská Bečva
- Výrovka
- Waldnaab (Lesní Nába)
- White Elster (Bílý Halštrov)
- Wild Weißeritz (Divoká Bystřice)
- Wondreb (Odrava)
- Želetavka
- Želivka

## Galerie de imagini

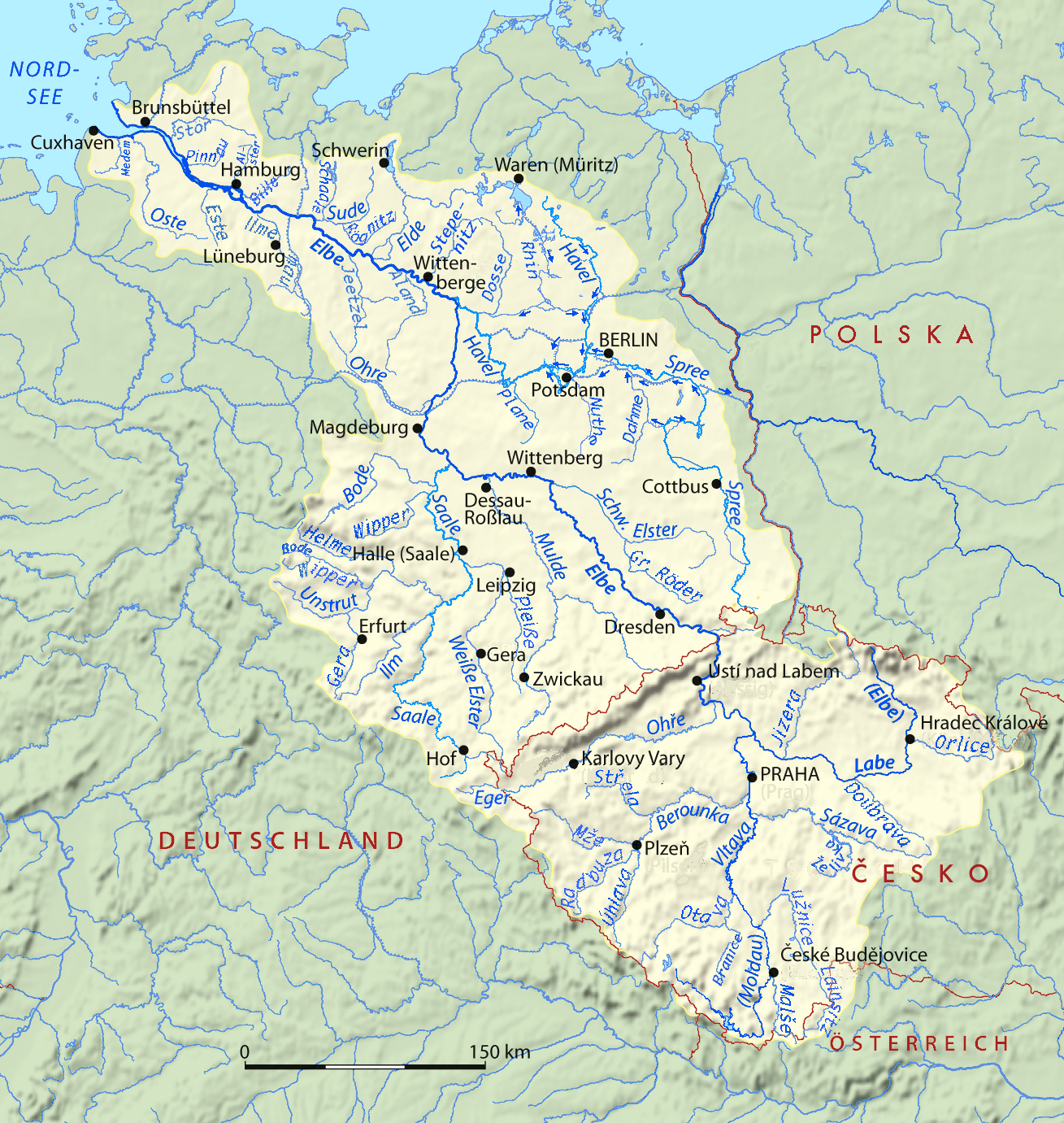
Bazinul de colectare al Elbei

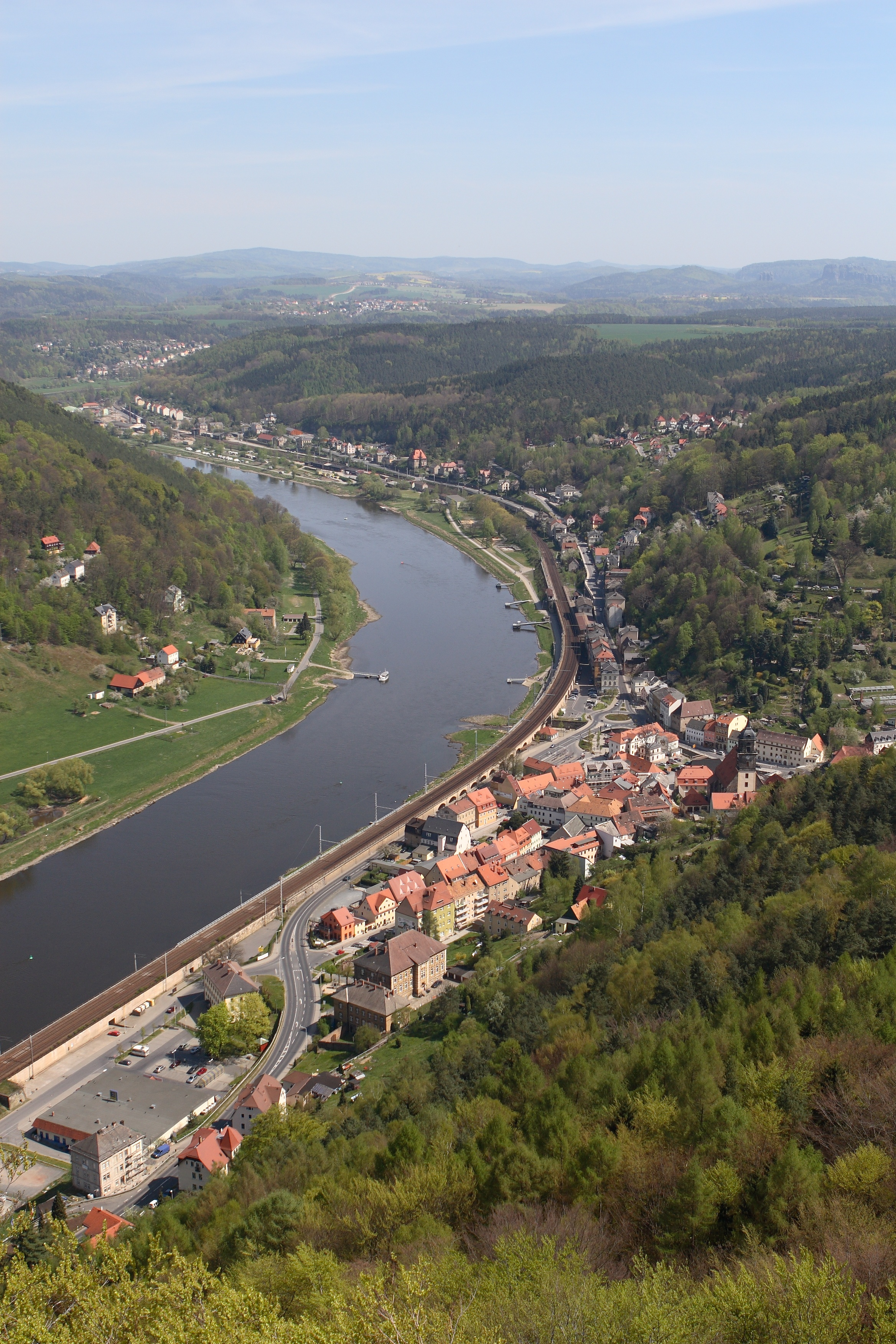
Königstein pe Elba
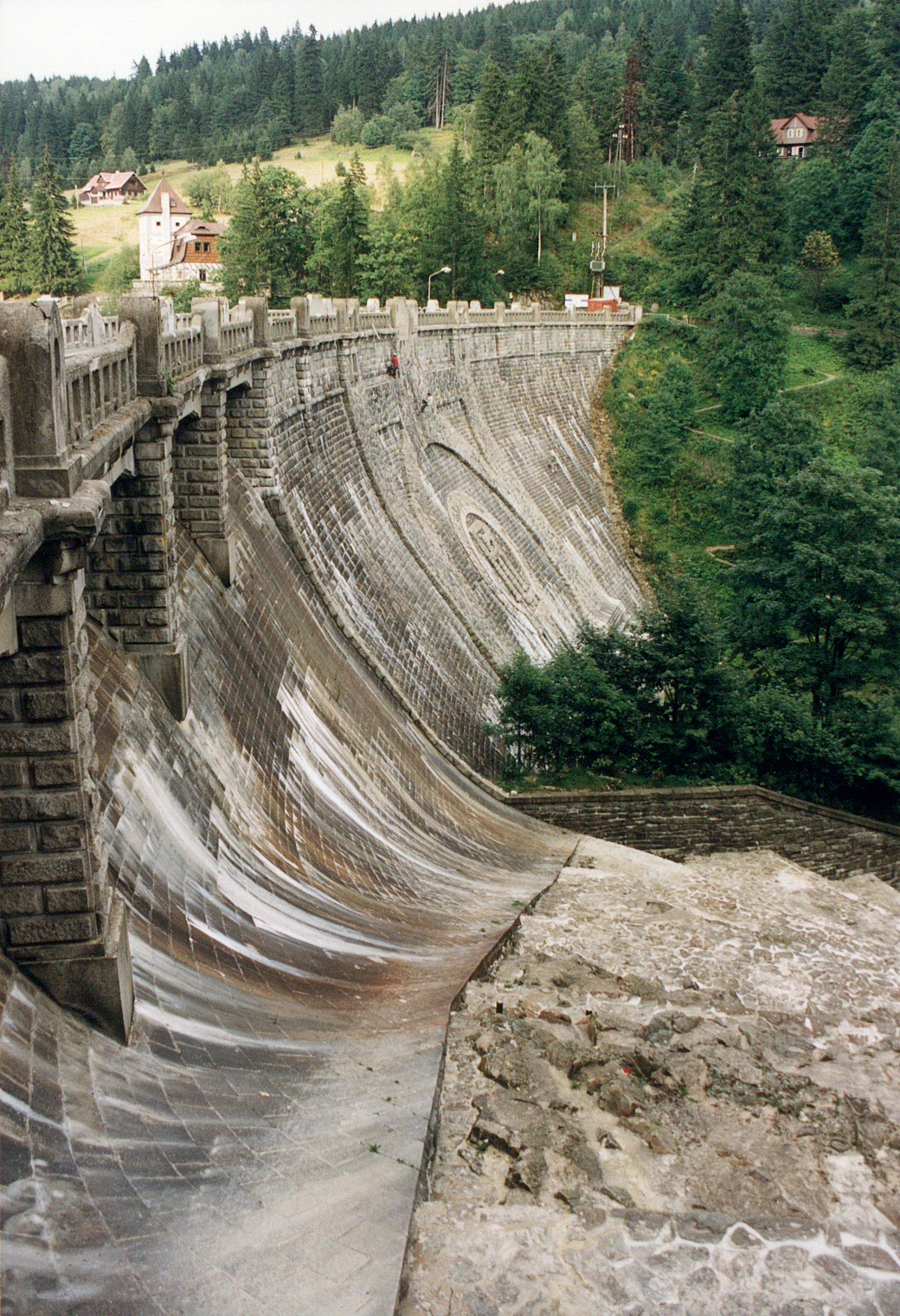
Baraj pe Elba